# Alaptus pechlaneri
Alaptus pechlaneri är en stekelart som beskrevs av Soyka 1948. Alaptus pechlaneri ingår i släktet Alaptus och familjen dvärgsteklar.
Artens utbredningsområde är Österrike. Inga underarter finns listade i Catalogue of Life.